# راسل کوتس
راسل کوتس (انگلیسی: Russell Coutts؛ زادهٔ ۱ مارس ۱۹۶۲) قایقران اهل نیوزیلند بود.
وی همچنین برندهٔ جوایزی همچون برگ بوی نقره‌ای شده‌است.